# Oxidase
Uma oxidase é uma enzima que catalisa uma reacção de oxidação/redução envolvendo oxigênio molecular (O2) como aceptor de elétrons. Nestas reações o oxigênio é reduzido a água (H2O) ou a peróxido de hidrogênio (H2O2). As oxidases são uma subclasse das oxidorredutases.